# لوکاس کوهلر
لوکاس کوهلر (انگلیسی: Lukas Kohler؛ زادهٔ ۲۴ مهٔ ۱۹۸۷) بازیکن فوتبال اهل آلمان است.
از باشگاه‌هایی که در آن بازی کرده‌است می‌توان به باشگاه فوتبال زاربروکن و باشگاه فوتبال هایدنهایم اشاره کرد.